# Mizuho-ku
Pour les articles homonymes, voir Mizuho.
Mizuho (瑞穂区, Mizuho-ku) est l'un des seize arrondissements de la ville de Nagoya au Japon. Il est situé au centre de la ville.
En 2016, sa population est de 105 431 habitants pour une superficie de 11,22 km2, ce qui fait une densité de population de 9 400 hab./km2.

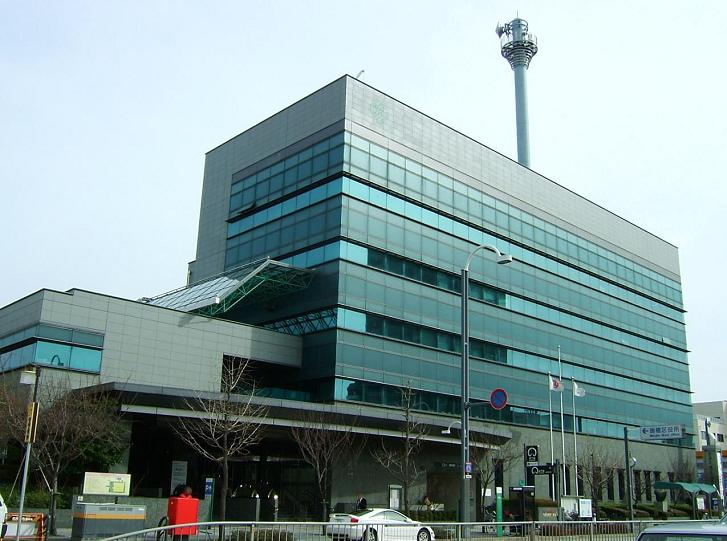
Mairie de l'arrondissement.

## Histoire
L'arrondissement a été créé en 1944. Il correspond à l'ancienne partie orientale de l’arrondissement d'Atsuta.

## Éducation
On y trouve 3 universités, 7 lycées, 7 collèges et 11 écoles primaires.

## Transports
L'arrondissement est desservi par les lignes Sakura-dōri et Meijō du métro de Nagoya, ainsi que par la ligne Nagoya de la Meitetsu.
L'arrondissement est traversé par la route nationale 1.